# Elizabeth Spriggsová
Elizabeth Jean Spriggsová (18. září 1929 Buxton, Derbyshire – 2. července 2008 Oxford) byla anglická herečka. 
V Královské shakespearovské společnosti hrála například chůvu v Romeovi a Julii, Gertrudu v Hamletovi a Beatrice v Mnoho povyku pro nic. V roce 1978 získala Olivierovu cenu za nejlepší ženský herecký výkon ve vedlejší roli ve hře Arnolda Weskera Love Letters on Blue Paper. V roce 1995 získala nominaci na Filmovou cenu Britské akademie za nejlepší ženský herecký výkon ve vedlejší roli za film Rozum a cit. Mezi její další filmy patří Věci po Richardovi (1980), Impromptu (1991), Cesta do ráje (1997) a Harry Potter a Kámen mudrců (2001).

## Raný život a kariéra
Spriggsová se narodila v roce 1929 v Buxtonu v hrabství Derbyshire, měla nešťastné dětství a později uvedla, že „vyrůstala zcela bez citu“. Studovala na Royal College of Music a učila řeč a drama v Coventry. Její první manželství v jednadvaceti letech skončilo katastrofou, a jak sama uvedla, „nejbolestivějším rozhodnutím svého života“ – opustila manžela a malou dceru, aby se vydala za svým hereckým snem. „Touha po herectví ve mně byla jako závaží,“ řekla později, „a věděla jsem, že když s tím nic neudělám, zničí mě to.“ Napsala do repertoárového spolku ve Stockportu v hrabství Cheshire žádost o práci a byla přijata. Pracovala s mnoha společnostmi, mimo jiné v Birminghamu a Bristolu, než se v roce 1962 připojila ke Královské shakespearovské společnosti.

## Jevištní kariéra
Spriggsová pravidelně vystupovala v Královské shakespearovské společnosti pod vedením Petera Halla až do roku 1976 a ztvárnila mnoho významných shakespearovských rolí, včetně chůvy v Romeovi a Julii, Gertrudy v Hamletovi po boku Davida Warnera, Calpurnie v Juliu Caesarovi, paní Fordové ve Veselých paničkách windsorských a vtipné Beatrice v Mnoho povyku pro nic. Účinkovala také v inscenacích Královské shakespearovské společnosti A Delicate Balance Edwarda Albeeho, Shawova Majora Barbara a v komedii Diona Boucicaulta London Assurance, v níž hrála Lady Gay Spankerovou po boku Donalda Sindena.
V roce 1976 přešla s Hallem z Královské shakespearovské společnosti do Národního divadla, když bylo otevřeno vlastní divadlo společnosti. V první sezóně hrála excentrické médium Madame Arcati ve hře Blithe Spirit. Mezi její další hry v Národním divadle patřily Volpone s Paulem Scofieldem a The Country Wife a Macbeth s Albertem Finneym. V roce 1978 získala Spriggsová ocenění Society of West End Theatre Award za nejlepší herečku ve vedlejší roli za hru Arnolda Weskera Love Letters on Blue Paper, kde hrála manželku umírajícího odborového předáka, jež vzpomíná na jejich společný život z počátku života (tuto roli hrála poprvé v televizi BBC v roce 1976). 
Její pozdější jevištní práce zahrnovala obnovenou hru J. B. Priestleyho When We Are Married na West Endu v roce 1986 a Arsenic and Old Lace v Chichester Festival Theatre v roce 1991.

## Televize a film
V televizi Spriggsová pravidelně pracovala až od poloviny 70. let. Účinkovala ve filmu Frederica Raphaela The Glittering Prizes (1976), v roli Eleanor Pressettové v dramatu BBC We, the Accused (1980), v třináctidílném dramatu Fox (1980) hrála Connie, hlavu bojující rodiny z jižního Londýna, v Tales Of The Unexpected (1980) byla Martou a v komediálním seriálu ITV Shine on Harvey Moon (1982–1985) ztvárnila Nan. Objevila se ve třech hrách Alana Bennetta: Afternoon Off (1979), Intensive Care (1982) a Our Winnie (1982). Hrála Calpurnii a paní Quicklyovou v shakespearovské sérii BBC a ztvárnila čarodějnici v dětském seriálu Simon and the Witch (1987).
V roce 1990 ztvárnila jednu z bohabojných drben v adaptaci knihy Jeanette Wintersonové Na světě nejsou jen pomeranče od BBC a v roce 1992 hrála v televizních verzích knih Kingsleyho Amise The Old Devils a Anguse Wilsona Anglo-Saxon Attitudes. V roce 1994 hrála porodní bábu paní Gampovou v BBC adaptaci románu Charlese Dickense Martin Chuzzlewit a ztvárnila paní Cadwalladerovou v Middlemarch od George Eliotové. Následně v práci v televizi pokračovala, účinkovala například v seriálech Heartbeat, Vraždy v Midsomeru (v roce 1997 hrála oběť vraždy v pilotní epizodě seriálu a v roce 2006 se vrátila jako identické dvojče této postavy) a Hercule Poirot.
Mezi její rané filmové role patřily filmy Work Is a Four-Letter Word (1968) a Three into Two Won't Go (1969), oba režírované Peterem Hallem. Mezi její pozdější role patřila paní Jenningsová v oscarové adaptaci knihy Jane Austenové Rozum a cit (1995), za kterou byla nominována na Filmovou cenu za nejlepší herečku ve vedlejší roli (získala ji však její kolegyně Kate Winsletová), a buclatá dáma ve filmu Harry Potter a Kámen mudrců (2001). Jejím posledním filmem byl Je tady někdo? (2008) s Michaelem Cainem, uvedený do kin krátce po její smrti.

## Osobní život
S prvními dvěma manžely, s Kennethem Spriggsem a Marshallem Jonesem, hercem z Královské shakespearovské společnosti, se rozvedla. V 70. letech se provdala za svého třetího manžela, Murrayho Mansona, řidiče minibusu a hudebníka, s nímž se seznámila během účinkování v londýnském divadle Assurance. Z prvního manželství měla dceru Wendy.
Spriggsová zemřela 2. července 2008 ve věku 78 let. Její pohřeb se konal na hřbitově svaté Marie Panny v Thame v hrabství Oxfordshire a kromě rodiny a přátel se jej zúčastnili také Jeremy Irons, Robert Hardy a Peter Vaughan, kteří vzdali hold své přítelkyni a herecké kolegyni.